# Black Clouds & Silver Linings
Black Clouds & Silver Linings – dziesiąty album studyjny progresywno metalowego zespołu Dream Theater, wydany 23 czerwca 2009 roku przez Roadrunner Records.

## Lista utworów
1. "A Nightmare to Remember" – 16:10
2. "A Rite of Passage" – 08:35
3. "Wither" – 05:25
4. "The Shattered Fortress" – 12:49
5. "The Best of Times" – 13:07
6. "The Count of Tuscany" – 19:16

## Wydania
Album został wydany w trzech wersjach:
- na pojedynczej płycie CD,
- na trzech dyskach, oprócz podstawowego materiału zawierających 6 coverów i instrumentalne miksy utworów,
- Deluxe Collector's Edition Box Set – limitowane wydanie kolekcjonerskie: w aksamitnym, kwadratowym pudełku znajduje to, co w wydaniu trzypłytowym, a ponadto materiał nagrany na płycie winylowej, DVD zawierające odseparowane ścieżki każdego instrumentu, litografie autorstwa Hugh Syme'a (autora oprawy graficznej albumu) oraz podkładkę pod mysz z nadrukowaną okładką Black Clouds & Silver Linings. Dodatkowo, do stu losowo wybranych Box Set'ów włożono tzw. Silver Ticket, dający możliwość spotkania członków zespołu po koncercie.

## Twórcy
- James LaBrie – śpiew
- John Myung – gitara basowa
- John Petrucci – gitara elektryczna, śpiew
- Mike Portnoy – instrumenty perkusyjne, śpiew
- Jordan Rudess – instrumenty klawiszowe
- Jerry Goodman – skrzypce elektryczne

## Notowania
| Kraj/Region | Pozycja | Status | Sprzedaż |
| ----------- | ------- | ------ | -------- |
| Węgry       | 1       |        |          |